# Asociación Internacional de Centros de Ciudades
Asociación Internacional de Centros de Ciudades (International Downtown Association - IDA) Es una organización internacional, fundada en 2011, dedicada a los centros de ciudades de todo el mundo. Tiene su sede Washington D. C., Estados Unidos.
Su objetivo es conocer la estructura urbana de los principales puntos de las ciudades y la estructura organizacional del principal centro de negocios y el área circundante con el fin de proporcionar mejores herramientas para mejorar  el transporte, turismo y las actividades económicas en las ciudades.
La organización colabora con instituciones académicas en todo Estados Unidos y alrededor del mundo. Publica una revista mensual sobre investigación de los centros urbanos de los Estados Unidos y organiza conferencias internacionales sobre el tema. Además, reúne a otras organizaciones que se ocupan y se relacionan con los centros de la ciudad en el mundo.